# Ånäsets naturvårdsområde
Ånäsets naturvårdsområde är ett naturvårdsområde (sedan 1999 likställt med naturreservat) i Nordanstigs kommun i Gävleborgs län.
Området är naturskyddat sedan 1983 och är 43 hektar stort. Reservatet omfattar en udde i Hasselasjön och består av en talldominerad rullstensås. 